# Hermannstädter Zeitung
Hermannstädter Zeitung este un săptămânal de limba germană pentru Transilvania (Deutsches Wochenblatt in Siebenbürgen), care apare în fiecare vineri la Sibiu. Tratează în special subiecte regionale și știri locale, din Sibiu.

## Istoric
În urma reformei administrativ-teritoriale a României și revenirea la județe (1968), publicația a apărut ca „Organ al Comitetului județean de partid Sibiu”. La acea dată în orașul Sibiu locuiau circa 25.000 de etnici germani, aproape un sfert din locuitorii etnici germani ai județului Sibiu.
Primul număr a apărut pe 25 februarie 1968, cu 12 pagini. Titlul apărea cu litere gotice.
La sfârșitul anilor 1960 avea un tiraj de 10.000 de exemplare.
În 1971 a fost interzisă în mod oficial folosirea toponimelor în limbile minorităților, deci și a numelor germane ale localităților. Din acest motiv, Hermannstädter Zeitung și-a schimbat denumirea în Die Woche („Săptămâna”).
În 15 decembrie 1989, a apărut ultimul număr al săptămânalului sub titlul Die Woche.
Pe 22 decembrie 1989, întregii echipe redacționale i-au fost desfăcute contractele de muncă, fiindcă a refuzat să scrie articolele ce trebuiau să apară în acea zi. În noaptea din 25 spre 26 decembrie 1989, redactorul-șef Beatrice Ungar și un coleg de-al ei au urmărit, în tipografie, tipărirea numărului 1149, revenit la denumirea Hermannstädter Zeitung. 
Societatea editoare este Fundația Hermannstadter Zeitung, cofinanțată de Forumul Democrat al Germanilor din România.
Publicația nu se adresează numai celor aproximativ 3.000 de etnici germani care au mai rămas în Sibiu, ci are și peste 1.000 de abonați din străinătate, cărora ziarele le sunt trimise prin poștă.
În prezent există și o versiune online a publicației.

### Ziarul vechi
În trecut, a existat în Sibiu o publicație cu același nume. Astfel, în anul 1785 a fost publicată, în Hermannstädter Zeitung, o descriere amănunțită a Sebeșului – Topographie der Stadt Mühlbach – scrisă de Georg Marienburger (1751-1827).
Ziarul „Hermannstadter Zeitung” din 16 mai 1868 informa că în Apoldu de Sus a existat o fanfară care a întâmpinat locțiitorul comitelui din Sibiu în vizita sa în această localitate.
O colecție a acestei publicații se găsește în Biblioteca Brukenthal din Sibiu.